# 664136 Tercu
664136 Tercu è un asteroide della fascia principale. Scoperto nel 2008, presenta un'orbita caratterizzata da un semiasse maggiore pari a 2,556356 UA e da un'eccentricità di 0,210865, inclinata di 14,630350° rispetto all'eclittica.